# 雷德阿普爾 (加利福尼亞州)
雷德阿普爾（英語：Red Apple）是位於美國加利福尼亞州卡拉韋拉斯縣的一個非建制地區。該地的面積和人口皆未知。

## 地理
雷德阿普爾的座標為38°10′44″N 120°22′54″W / 38.17889°N 120.38167°W，而該地的平均海拔高度為987米（即3238英尺）。